# Antonio de Sotomayor
Antonio de Sotomayor OP (* 31. Oktober 1547 in Valença, Königreich Portugal; † 3. September 1648 in Madrid, Königreich Spanien) war ein spanischer katholischer Priester.

## Leben
Antonio de Sotomayor wurde 1548 in Valença geboren. Er gehörte einer adeligen galizischen Familie an und war Sohn von Baltasar de Sequeiros-Benavides y Sotomayor und Isabel de Ozores y Sotomayor. Er trat in den Dominikanerorden ein. Er wurde im Kloster San Esteban bei Salamanca ausgebildet. Am 20. April 1563 wurde er eingekleidet. 1574 legte er seine Profess ab. Er setzte sein Studium am Kolleg von San Gregorio de Valladolid fort und arbeitete anschließend als Lehrer in seinem ehemaligen Kloster in Salamanca sowie in Nuestra Señora del Rosario de Tordesillas und San Ildefonso in Toro bei Toledo. Von dort zog er zwischen 1589 und 1600 nach Santiago de Compostela, um den Lehrstuhl für Theologie zu besetzen. In Santiago bewarb er sich 1591 um die Stelle als Richter am Inquisitionsgericht und übernahm 1592 als Prior die Leitung des Klosters Santo Domingo.
1601 kehrte er als Rektor des Kollegiums San Gregorio nach Valladolid zurück. 1608 gab 1608 die Position auf, um die Leitung des Priorats des Klosters San Esteban de Salamanca zu übernehmen. Im Jahr 1612 gelang ihm ein Aufstieg innerhalb der Hierarchie des Ordens, als er zum Definidor des in Rom abgehaltenen Generalkapitels des Ordens ernannt wurde. 1615 wurde er Provinzial von Spanien im Jahr 1615, eine Position, die er bis 1619 innehatte. Etwas mehr als ein Jahr später wurde er zu Francisco Gómez de Sandoval y Rojas gerufen, den er während seines Aufenthalts in Valladolid kennengelernt hatte. Anschließend wurde er zum Beichtvater der Kinder des Königs ernannt, insbesondere des Fürsten von Asturien, des späteren Philipp IV. Die Tätigkeit, die er auch nach seiner Proklamation zum König fortsetzte.
Seine Position als königlicher Beichtvater ermöglichte es ihm, hohe Ansehen am Hof zu erlangen und in den 1620er und 1630er Jahren die wichtigsten Positionen zu bekleiden. Im Laufe der Jahre häufte er Ämter an: 1622 wurde er Ratsmitglied der Inquisition, 1623 Prokurator des Königreichs Galizien, 1631 Generalkommissar des Kreuzzugs und Präsident des Großen Rates, der für die Beziehungen zwischen der Monarchie und dem Heiligen Stuhl zuständig war. 1632 wurde er zum Staats- und Kriegsrat sowie zum Generalinquisitor von Spanien ernannt. Am 16. Juli 1632 ernannte Papst Urban VIII. ihn zum Titularerzbischof von Damascus und am Tag darauf bestätigte er ihn als Generalinquisitor. Cesare Monti, Titularpatriarch von Antiochia, weihte ihn am 5. September 1632 zum Bischof. Am 21. Juni 1643 gab er sein Amt als Großinquisitor von Spanien ab.
Er sammelte auch zahlreiche Pfründe, die ihm ein großes finanzielles Einkommen bescherten. 1626 erhielt er das Priorat von Xàtiva und die Abtei von Santander. 1632 wurde er Kommendatarabt von Alcalà del Real 1632. Obwohl er sie bis zu seinem Tod behielt, übte er jedoch nie die Regierung aus und delegierte sie nicht.
Im Jahr 1640 versuchte er, den Hof zu verlassen, um sich aufgrund seines fortgeschrittenen Alters in das Kloster San Esteban de Salamanca zurückzuziehen. Um dem König andere Beichtväter vorzustellen, kam er wieder an den Hof. Gaspar de Guzmán, Conde de Olivares verhinderte seine Abreise vom Hof. 1643 fielen Sotomayor und Guzmán in Ungnade. Neuer Beichtvater des Königs wurde Juan de Santo Tomás, aber Sotomayor behielt den Titel bis zu seinem Tod. Er wurde in einer von ihm erbauten Kapelle im Kloster San Esteban de Salamanca beigesetzt.